# Armschutzplatte

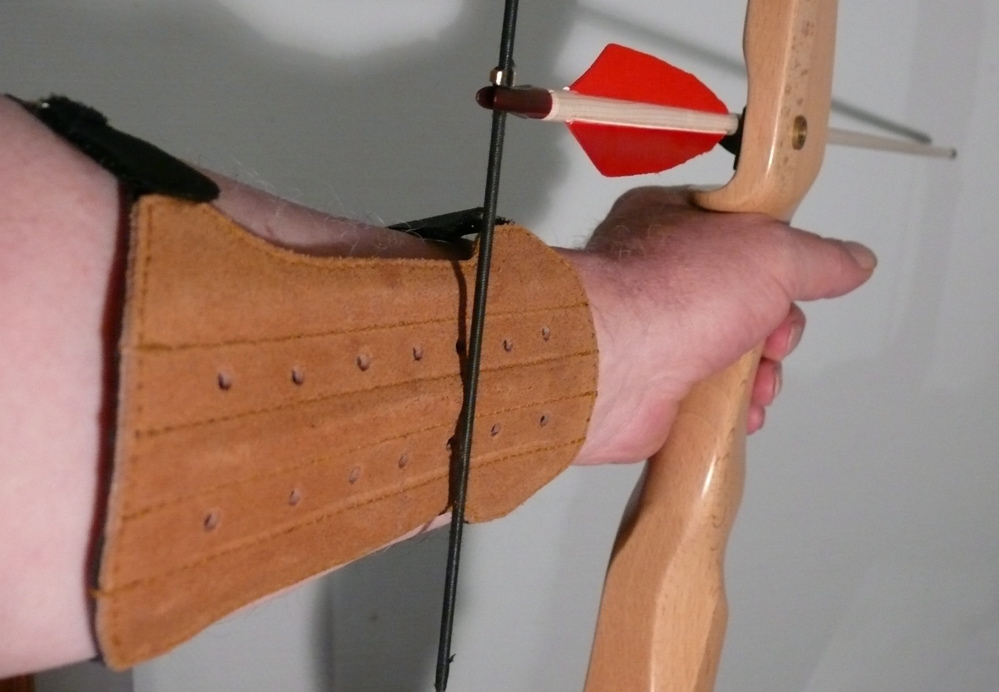
Moderner Unterarmschutz eines Bogenschützen

Armschutzplatten (englisch Bracer oder Archers Wristguard) sind Vorrichtungen, die den Arm eines Bogenschützen vor der zurückschnellenden Bogensehne schützen.
Armschutzplatten sind aus historischen Funden und als Hilfsmittel im modernen Bogensport bekannt.

## Vorgeschichte

### Materialien

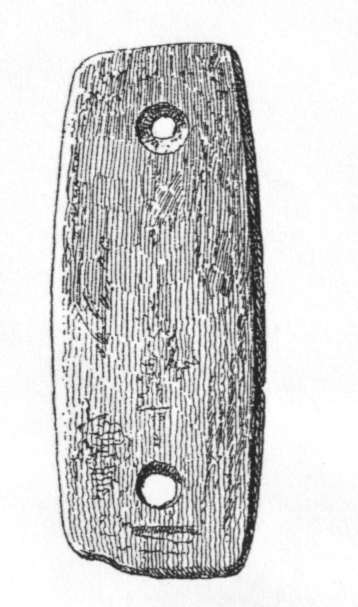
Armschutzplatte aus dem Dolmen von Peyre Cabucelade

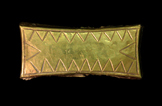
Goldene Armschutzplatte der Armorikanischen Tumulus Kultur von La Motta

Armschutzplatten wurden meist aus gegerbtem oder gekochtem Leder gefertigt, das sich im archäologischen Kontext nicht erhalten hat. Typisch für die Glockenbecherkultur ist die Verwendung von Stein, meist Schiefer oder Sand- oder Tuffstein. In Großbritannien ist auch Tuffstein und Andesit belegt, der auch für Steinbeile verwendet wurde (Great Langdale, Gruppe VI). Andere Versionen wurden aus Bernstein, Bronze (Arqueiro), Elfenbein, Gold, Holz, Knochen oder Silber gefertigt.

### Fundstätten
Neolithische Armschutzplatten aus Horn sind aus der Schussenrieder Kultur bekannt. Ähnlich alt ist der Fund von Dragsholm (Dänemark). Zwei Meter entfernt von einem Doppelgrab zweier spätmesolithischer Frauen, denen reichlich Tierzähne mitgegeben worden waren, wurde ein frühneolithisches Flachgrab der Trichterbecherkultur (TBK) gefunden. Dem Mann wurden neben 60 Bernsteinperlen, neun Pfeilspitzen, einer Grünsteinaxt und viel Keramik, auch eine Armschutzplatte aus Knochen mitgegeben. Exemplare aus Knochen, Schiefer, Feinsandstein und anderem Material stammen auch aus dem Verbreitungsgebiet Aunjetitzer Kultur und der Glockenbecherkultur (Hitra-Mann), wo sie eine typische Grabbeigabe in Männergräbern darstellen. Die Platten haben gerade, konkave oder konvexe Langseiten und sind oft mit geometrischen Mustern verziert und können zwei, vier oder sechs Durchbohrungen aufweisen.
In der Bretagne sind fast 30 Exemplare bekannt. In der Frühbronzezeit wurden einige aus exotischeren Materialien gefertigt, wie das aus dem Tumulus von Kernonen aus baltischem Bernstein oder das von Plouyé in Kerguévarec aus Whitby-Gatsch, der aus Nordengland stammt.
In Spanien sind die Platten seit dem Chalkolithikum üblich. Armschutzplatten sind vereinzelt aus der frühen Bronzezeit bekannt, in der britischen Wessex-Kultur waren sie gelegentlich mit goldenen „Nieten“ verziert (Barnack-Grab, Armschutzplatte von Culduthel). In den Gräbern liegen die Armschutzplatten meist am linken Unterarm, andere wurden jedoch am Gürtel getragen oder Toten in Bechern beigegeben (Thanet, siehe Weblink). Eine in Kleinpaschleben, Landkreis Anhalt-Bitterfeld, gefundene Platte war ergonomisch unbrauchbar, unbenutzt und wohl eigens für die Bestattung hergestellt worden.

## Klassifizierung

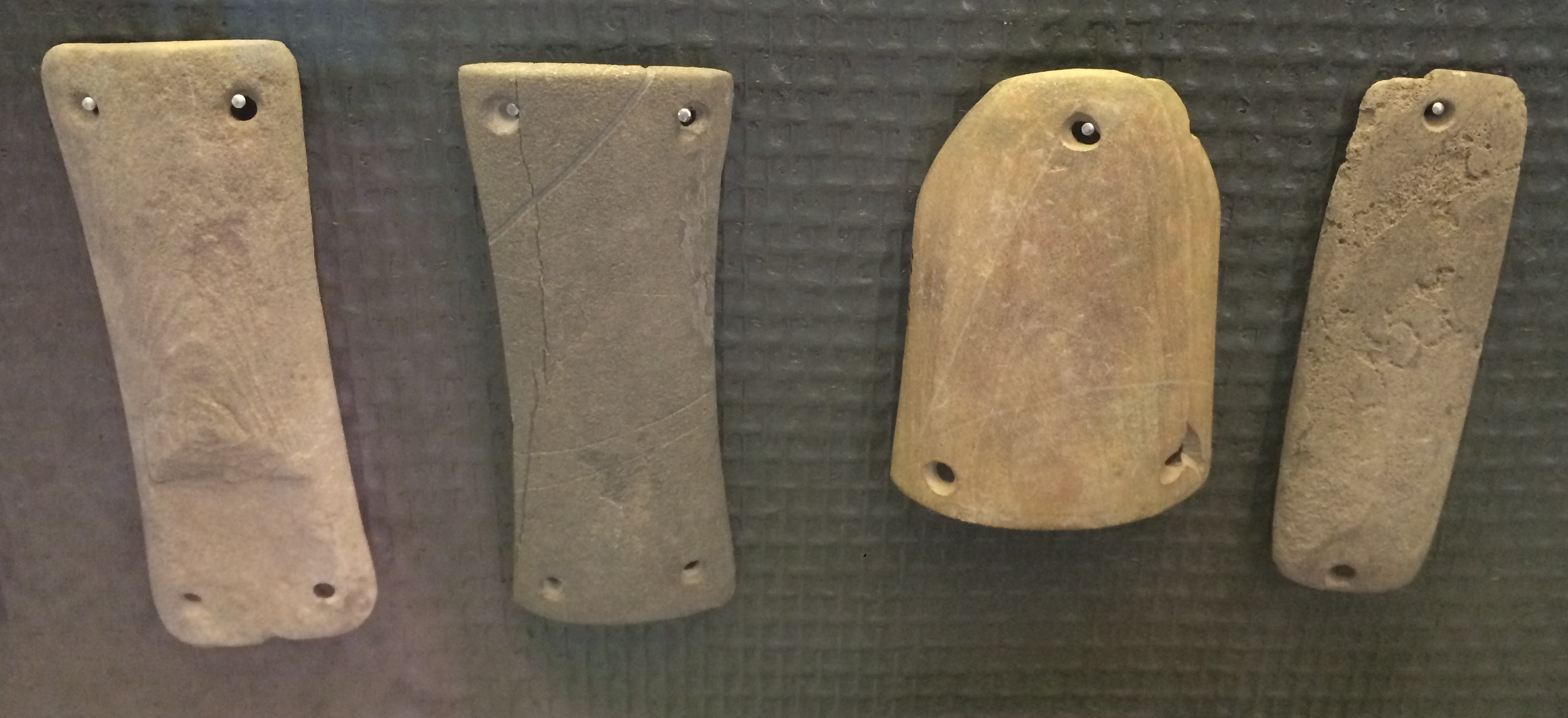
Formen und Lochungen

Die Platten werden entweder nach der Atkinson-Klassifizierung von 1970 oder der Smith-Klassifizierung von 2006 klassifiziert. Die Smith-Klassifikation verwendet ein Drei-Zeichen-System, um die Objekte nach drei Merkmalen zu klassifizieren:
Zahl der Perforationen: (z. B. 2, 3, 4, 6 usw.)
Form: beschrieben als
- „Tailliert“, mit einem schmalen Mittelteil
- „Konisch“, mit schmalen Enden
- „Geradseitig“, rechteckig

Querschnitt: beschrieben als
- „Gebogen“, mit einem konkav-konvexen Querschnitt
- „plankonvex“, mit einem plankonvexen Querschnitt (d. h. eine flach und eine gekrümmte Seite)
- „Flach“, mit flachem oder leicht bikonvexem Querschnitt

Eine polierte steinerne Armplatte aus Ostengland (ID: MAIS-B40E87) ist im Umriss rechteckig (81 mm lang, 27 mm breit, 8 mm dick) und im Querschnitt linsenförmig. Sie weist je drei querliegende Löcher an beiden Enden zur Befestigung am Arm auf. Das Stück ist innerhalb der Atkinson Typologie dem Typ B3 zuzuordnen. Die Armplatte ist aus grau-grünem, sehr feinkörnigem, metamorphem, hartem Gestein hergestellt. Seltene Beispiele – drei in Großbritannien mit goldgedeckten Nieten verziert und stellen eine Sonderform dar.

### Verwendung
Ursprünglich wurde angenommen, dass sie Schutzplatten waren, die von Bogenschützen benutzt wurden. Neuere Forschungen haben gezeigt, dass sie (z. B. in Großbritannien) in Gräbern nicht immer in Verbindung mit Pfeilspitzen vorkommen, noch werden sie auf der Seiten des Arms gefunden, der den Schutz benötige. Sie sind normalerweise an der Außenseite des Armes zu finden. Viele haben nur zwei Löcher, teilweise auch absolut mittig gelegen, die es schwierig machen, sie am Arm sicher zu befestigen. Einige haben vorspringende Nieten (Armschutzplatte von Culduthel).In britischen Grabhügeln treten sie stets im Hauptgrab auf, dem Ort, der für wichtige Personen reserviert ist. Viele zeigen großes Geschick bei der Steinbearbeitung und wenige finden sich in Gebieten, aus denen ihr Steinmaterial stammt. Es ist daher wahrscheinlich, dass die Objekte als Statussymbole verwendet wurden. Eine Platte (aus Barnack in Cambridgeshire) hatte in jedem ihrer 18 Löcher Folienkappen eingepresst. Diese verhinderten eine Befestigung. Einige prähistorische Armschutzplatte waren aus Gold oder Bernstein.

## Moderne Verwendung

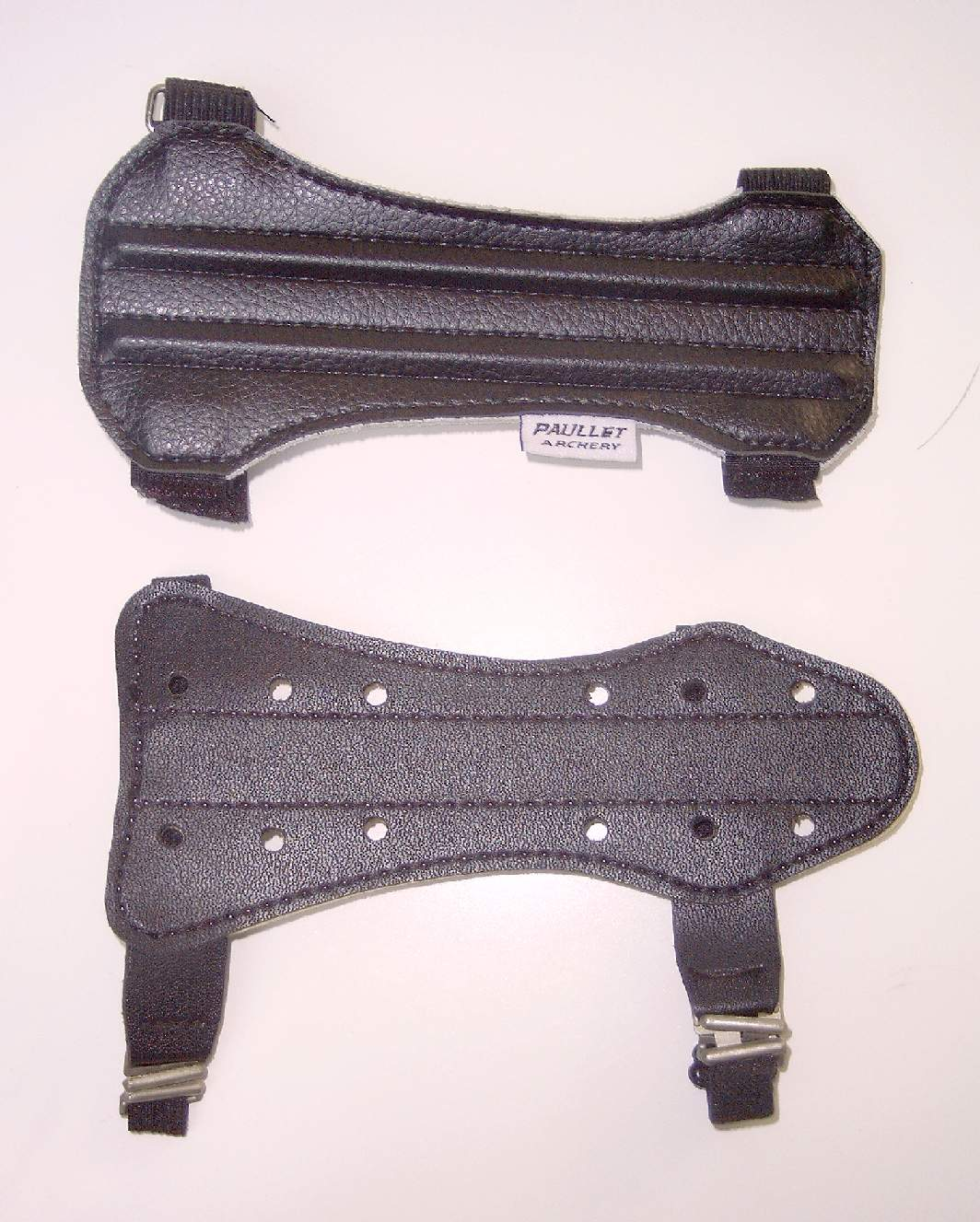
Beispiel für moderne Armschutzplatten

Ein Armschutz ist auch bei modernen Bogen meist funktional notwendig. Im modernen Bogensport ist der Armschutz meist aus Leder hergestellt. Ein Teil der Modelle weist Verstärkungen aus Kunststoff auf.